# Szklana Góra
Szklana Góra [pronunciación en polaco: /ˈʂklana ˈɡura/] (en alemán: Glasberg) es un asentamiento en el distrito administrativo de Gmina Przywidz, Voivodato de Pomerania, en Polonia del norte. Se encuentra aproximadamente 5 kilómetros este de Przywidz, 18 kilómetros oeste de Pruszcz Gdańesquí, y 24 kilómetros del sur-del oeste de la capital regional Gdańsk.
Para detalles de la historia de la región, véase Historia de Pomerania.
El asentamiento tiene una población de 60 habitantes.